# Blapsilon
Blapsilon is een kevergeslacht uit de familie van de boktorren (Cerambycidae). De wetenschappelijke naam van het geslacht werd voor het eerst geldig gepubliceerd in 1860 door Francis Polkinghorne Pascoe.

## Soorten
Blapsilon omvat de volgende soorten:
- Blapsilon austrocaledonicum (Montrouzier, 1861)
- Blapsilon irroratum Pascoe, 1860
- Blapsilon montrouzieri Thomson, 1865
- Blapsilon purpureum Fauvel, 1906
- Blapsilon viridicolle (Chevrolat, 1858)